# Graitschen bei Bürgel

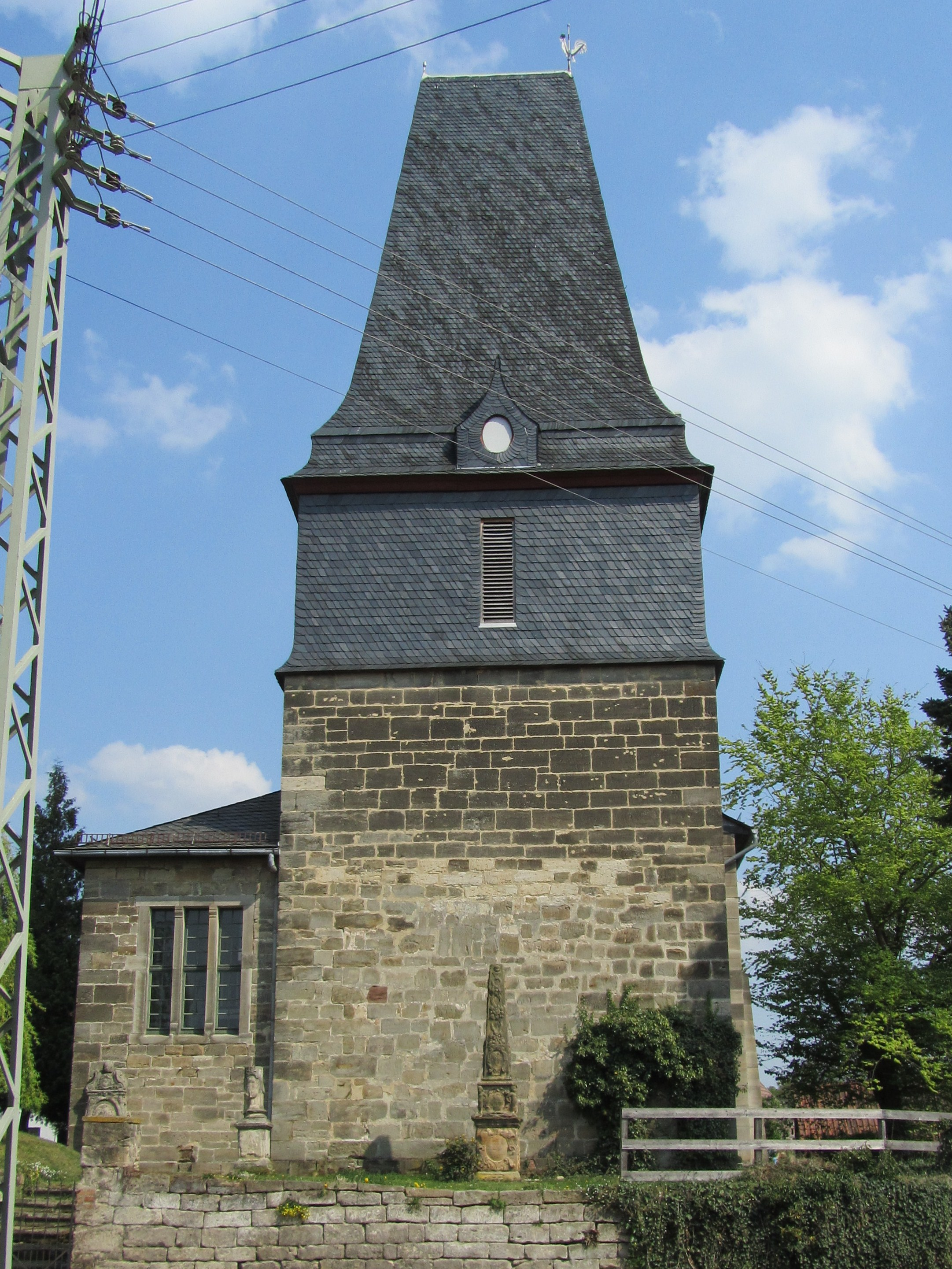
Dorfkirche

Graitschen bei Bürgel (amtlich: Graitschen b. Bürgel) ist eine Gemeinde im Saale-Holzland-Kreis. Erfüllende Gemeinde ist die Stadt Bürgel.

## Geografie
Graitschen liegt im Tal der Gleise. Angrenzende Gemeinden sind im Uhrzeigersinn Tautenburg im Norden, Poxdorf im Osten, Nausnitz und die Stadt Bürgel im Süden sowie Jenalöbnitz und Löberschütz im Westen.
Im Gemeindegebiet liegt ein Teil des Alten Gleisbergs, dessen höchster Punkt sich aber nordöstlich von Graitschen auf dem Gebiet der Nachbargemeinde Löberschütz befindet. Der Berg weist eine bedeutende ur- und frühgeschichtliche Höhensiedlung auf.

## Wappen
Wappenbeschreibung: In Gold eine grüne Weintraube mit zwei ebenso gefärbten Laubblättern am Stiel von 12 roten Rauten bordartig umgeben.

## Geschichte
Graitschen (ehem. Graitzschen) wurde 1146 erstmals urkundlich erwähnt. Aber schon in der Steinzeit standen in der Umgebung Siedlungen. Die Ortsnamen der Umgebung (enden zumeist mit itz und ütz) deuten auf den slawischen Ursprung der Dörfer hin.
Etwa 1 km nordöstlich von Graitschen lag am Rande auf der Poxdorfer Höhe eine mittelalterliche Burganlage. Mit der Burg wurde der Weg über den Tautenburger Forst nach Wetzdorf kontrolliert. 1302, 1307 und 1327 wurde ein Dietrich von Graitzschen erwähnt. 1380 ist eine Anna von Graitzschen als Äbtissin des Klosters Petersberg bei Eisenberg bekannt.
Im Jahre 1836 hatte der Ort 338 Einwohner in 68 Häusern, einem Rittergut der Adelsfamilie von Wangenheim und zwei Mühlen.
Der Ort gehörte teilweise zu den ernestinischen Ämtern Dornburg und Eisenberg, die aufgrund mehrerer Teilungen zu verschiedenen Ernestinischen Herzogtümern gehörten. Der dornburgische Anteil gehörte ab 1815 zum Großherzogtum Sachsen-Weimar-Eisenach, welches ihn 1850 dem Verwaltungsbezirk Weimar II (Verwaltungsbezirk Apolda) angliederte. Der eisenbergische Anteil war eine Exklave und gehörte bis 1826 zum Herzogtum Sachsen-Gotha-Altenburg. Um 1900 ist eine Zugehörigkeit des Orts zum Großherzogtum Sachsen-Weimar-Eisenach belegt.

### Geschichtsdenkmale
Auf einer Gedenktafel am Aufgang zum Friedhof und mit einem Findling neben ihren Gräbern wird seit 1975 an zwei namentlich bekannte Zwangsarbeiter aus Polen erinnert, die 1945 von der Gestapo ermordet wurden. Sie gehörten zu den 30 Kriegsgefangenen und Zwangsarbeitern aus Polen und Frankreich, die in der Land- und Forstwirtschaft arbeiten mussten.

## Politik
Der Gemeinderat besteht aus sechs Mitgliedern, die seit der Kommunalwahl am 26. Mai 2019 alle von der Wählergemeinschaft Graitschen gestellt werden.
Ehrenamtlicher Bürgermeister ist seit der Bürgermeisterwahl am 12. Juni 2022 Oliver Kroker, ebenfalls von der Wählergemeinschaft Graitschen.

## Sehenswürdigkeiten

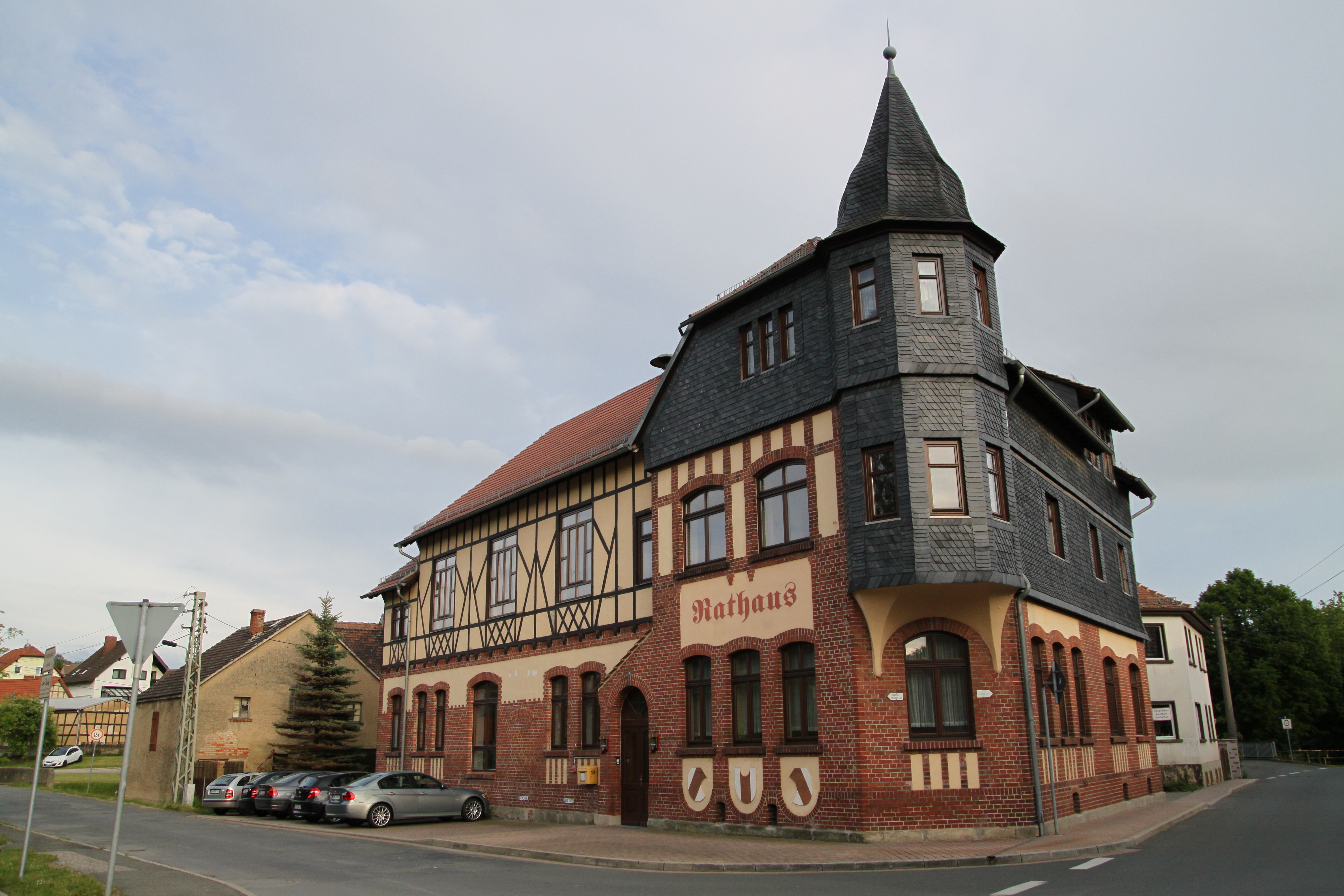
Rathaus in Graitschen

- Dorfkirche Graitschen

## Vereine
Geprägt ist das Leben der Gemeinde durch zahlreiche Vereine wie den Feuerwehrverein, Heimatverein, den Sportverein (Spielvereinigung Rot/Weiß-Graitschen), die Treckerfreunde sowie den Pfingstverein. Der Feuerwehrverein richtet in jedem Jahr das traditionelle Maibaumsetzen und seit einigen Jahren auch den Weihnachtsmarkt aus.

### Feuerwehr
Die Gemeinde Graitschen verfügt über eine aktive Freiwillige Feuerwehr. Die Feuerwehr Graitschen verfügt über ein Kleinlöschfahrzeug (KLF-Thüringen) mit einer Einsatzstärke von 1/4 (1 Gruppenführer und 4 weitere Einsatzkräfte) und eine grundlegende Ausstattung zur Brandbekämpfung. Die Kameraden der Freiwilligen Feuerwehr Graitschen sowie der Feuerwehrvereins Graitschen e. V. organisieren auch das traditionelle Maibaumsetzen jährlich am 1. Mai sowie den Weihnachtsmarkt.

## Verkehr
1905 wurde Graitschen mit einem Haltepunkt an die Bahnstrecke Crossen an der Elster–Porstendorf angeschlossen, 1969 wurde diese wieder stillgelegt. Auf einem Teil der Strecke wurde der Thüringer Mühlenradweg angelegt. Der nächstgelegene Bahnhof ist heute Jena.

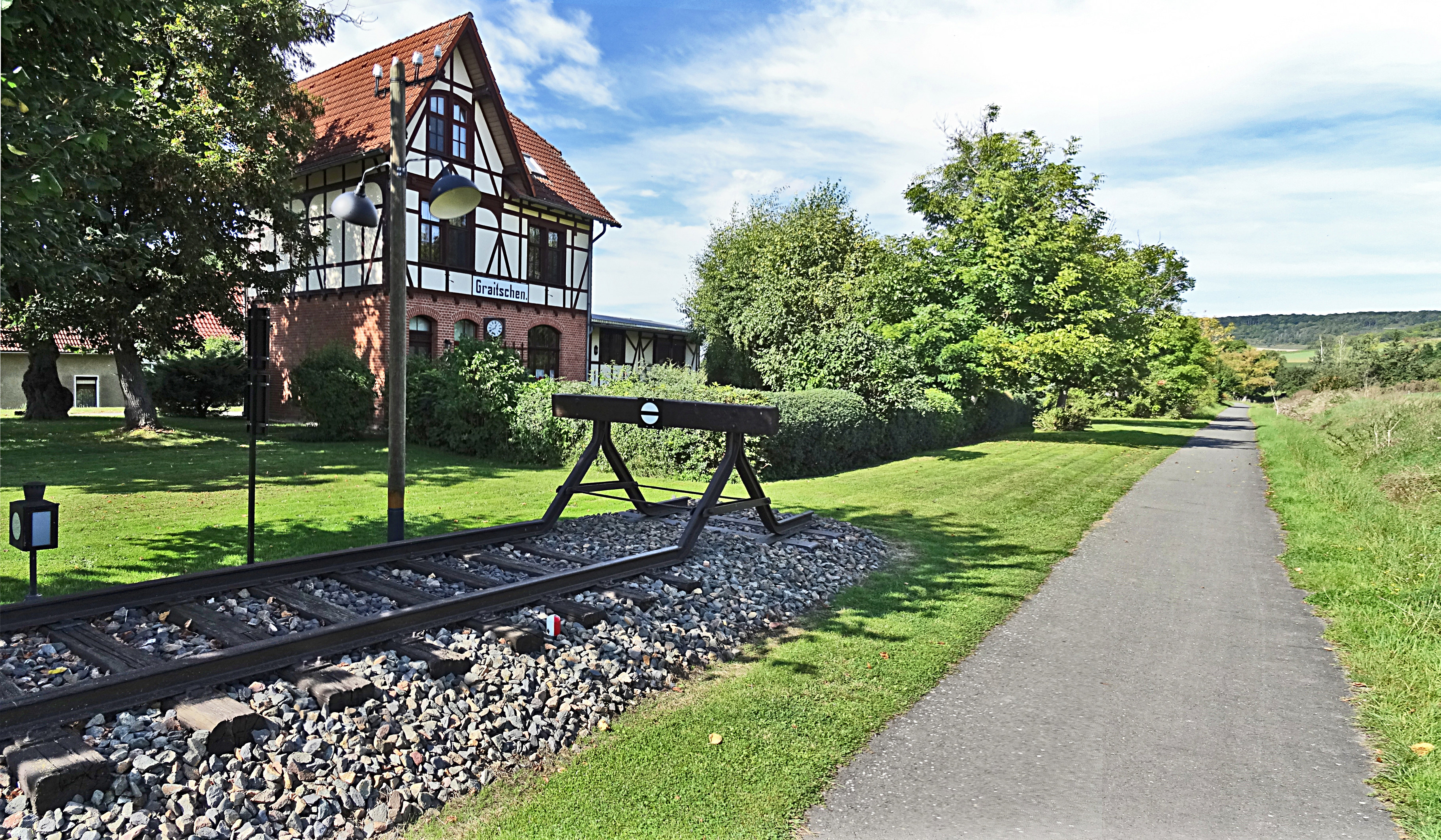
Ehemaliger Haltepunkt Graitschen und Thüringer Mühlenradweg

Durch Graitschen verläuft eine Landstraße, auf welcher in regelmäßigen Abständen die von der JES Verkehrsgesellschaft mbH betriebenen Busse der Linie 433 Bürgel–Jena verkehren. 2005 wurden alle Wochenendverbindungen der Buslinie aus Kostengründen ersatzlos gestrichen. Ein Pilotprojekt 2011, die Busse wieder einzuführen, stieß nur auf geringe Beteiligung und wurde nicht weitergeführt. Seit 2010 ist Graitschen Teil des Verkehrsverbunds Mittelthüringen.